# Campionat del Món de motocròs 2004
La temporada de 2004 del Campionat del Món de motocròs fou la 48a edició d'aquest campionat, organitzat per la FIM. El calendari oficial constava de 16 Grans Premis, celebrats entre el 21 de març i el 26 de setembre.
Abandonat l'efímer sistema del "triple Gran Premi", vigent del 2001 al 2003 (l'etapa de Dorna al front del campionat), aquell any es tornaren a córrer dues mànegues per categoria, com s'havia fet sempre en motocròs, i es tornà a canviar l'estructura dels Grans Premis: des d'aleshores, s'hi passaren a córrer dues mànegues de les dues categories principals (MX1 i MX2) el mateix dia, mentre que l'altra, MX3, restà segregada i passà a tenir el seu propi calendari, amb Grans Premis específics en dates i circuits diferents. Tots aquests canvis, així com el de la reformulació de categories, els decidí la nova societat que es feu càrrec del mundial aquella temporada, Youthstream.

## Noves Categories
Aquell any, es reformularen totalment les tres classes històriques del mundial: les cilindrades de 125, 250 i 500cc (totes tres amb motors de dos temps) desaparegueren i, al seu lloc, s'instauraren tres noves categories basades en motors de quatre temps (s'hi admeten també motos de dos temps, però la normativa, pensada per a privilegiar les de quatre, fa que aquestes hi siguin hegemòniques). La situació, doncs, quedà així:
| Fins al 2003 | Fins al 2003           | A partir del 2004 | A partir del 2004                             |
| Categoria    | Motor                  | Categoria         | Motor                                         |
| ------------ | ---------------------- | ----------------- | --------------------------------------------- |
| 250 cc       | 2 Temps, fins a 250 cc | MX1               | 2 Temps, fins a 250 cc 4 Temps, fins a 450 cc |
| 125 cc       | 2 Temps, fins a 125 cc | MX2               | 2 Temps, fins a 125 cc 4 Temps, fins a 250 cc |
| 500 cc       | 2 Temps, fins a 500 cc | MX3               | 2 Temps, fins a 500 cc 4 Temps, fins a 650 cc |

A partir d'aquella temporada, a conseqüència del canvi de categories, al Circuit de Motocròs de Catalunya passà a celebrar-s'hi el Gran Premi d'Espanya de les dues principals: MX1 i MX2 (aquell any, s'escaigué el 28 de març).

## Sistema de puntuació
Barem de puntuació de 2002 ençà:
| Posició | 1  | 2  | 3  | 4  | 5  | 6  | 7  | 8  | 9  | 10 | 11 | 12 | 13 | 14 | 15 | 16 | 17 | 18 | 19 | 20 |
| Punts   | 25 | 22 | 20 | 18 | 16 | 15 | 14 | 13 | 12 | 11 | 10 | 9  | 8  | 7  | 6  | 5  | 4  | 3  | 2  | 1  |

## Grans Premis

### MX1 i MX2
| Ronda | Data           | Gran Premi                       | Lloc                | Classe | 1a mànega        | 2a mànega        | Guanyador        |
| ----- | -------------- | -------------------------------- | ------------------- | ------ | ---------------- | ---------------- | ---------------- |
| 1     | 21 de març     | Gran Premi de Flandes            | Zolder              | MX1    | Steve Ramon      | Cédric Melotte   | Cédric Melotte   |
| 1     | 21 de març     | Gran Premi de Flandes            | Zolder              | MX2    | Marc De Reuver   | Ben Townley      | Ben Townley      |
| 2     | 28 de març     | Gran Premi d'Espanya             | Bellpuig            | MX1    | Stefan Everts    | Stefan Everts    | Stefan Everts    |
| 2     | 28 de març     | Gran Premi d'Espanya             | Bellpuig            | MX2    | Ben Townley      | Mickaël Maschio  | Tyla Rattray     |
| 3     | 4 d'abril      | Gran Premi de Portugal           | Águeda              | MX1    | Stefan Everts    | Mickaël Pichon   | Mickaël Pichon   |
| 3     | 4 d'abril      | Gran Premi de Portugal           | Águeda              | MX2    | Ben Townley      | Stephen Sword    | Ben Townley      |
| 4     | 26 d'abril     | Gran Premi dels Països Baixos    | Valkenswaard        | MX1    | Cédric Melotte   | Stefan Everts    | Stefan Everts    |
| 4     | 26 d'abril     | Gran Premi dels Països Baixos    | Valkenswaard        | MX2    | Ben Townley      | Ben Townley      | Ben Townley      |
| 5     | 2 de maig      | Gran Premi d'Alemanya            | Teutschenthal       | MX1    | Brian Jorgensen  | Brian Jorgensen  | Brian Jorgensen  |
| 5     | 2 de maig      | Gran Premi d'Alemanya            | Teutschenthal       | MX2    | Ben Townley      | Stephen Sword    | Stephen Sword    |
| 6     | 16 de maig     | Gran Premi del Benelux           | Lichtenvoorde       | MX1    | Stefan Everts    | Stefan Everts    | Stefan Everts    |
| 6     | 16 de maig     | Gran Premi del Benelux           | Lichtenvoorde       | MX2    | Ben Townley      | Ben Townley      | Ben Townley      |
| 7     | 30 de maig     | Gran Premi de Gran Bretanya      | Arreton             | MX1    | Mickaël Pichon   | Joshua Coppins   | Joshua Coppins   |
| 7     | 30 de maig     | Gran Premi de Gran Bretanya      | Arreton             | MX2    | Ben Townley      | Ben Townley      | Ben Townley      |
| 8     | 6 de juny      | Gran Premi de França             | Saint-Jean-d'Angély | MX1    | Stefan Everts    | Stefan Everts    | Stefan Everts    |
| 8     | 6 de juny      | Gran Premi de França             | Saint-Jean-d'Angély | MX2    | Ben Townley      | Tyla Rattray     | Tyla Rattray     |
| 9     | 13 de juny     | Gran Premi d'Itàlia              | Gallarate           | MX1    | Kevin Strijbos   | Stefan Everts    | Stefan Everts    |
| 9     | 13 de juny     | Gran Premi d'Itàlia              | Gallarate           | MX2    | Andrew McFarlane | Andrew McFarlane | Andrew McFarlane |
| 10    | 27 de juny     | Gran Premi de Bèlgica            | Neeroeteren         | MX1    | Mickaël Pichon   | Stefan Everts    | Mickaël Pichon   |
| 10    | 27 de juny     | Gran Premi de Bèlgica            | Neeroeteren         | MX2    | Ben Townley      | Andrew McFarlane | Tyla Rattray     |
| 11    | 4 de juliol    | Gran Premi de Suècia             | Uddevalla           | MX1    | Kevin Strijbos   | Mickaël Pichon   | Mickaël Pichon   |
| 11    | 4 de juliol    | Gran Premi de Suècia             | Uddevalla           | MX2    | Ben Townley      | Ben Townley      | Ben Townley      |
| 12    | 1 d'agost      | Gran Premi de la República Txeca | Loket               | MX1    | Mickaël Pichon   | Mickaël Pichon   | Mickaël Pichon   |
| 12    | 1 d'agost      | Gran Premi de la República Txeca | Loket               | MX2    | Antonio Cairoli  | Ben Townley      | Ben Townley      |
| 13    | 8 d'agost      | Gran Premi de Valònia            | Namur               | MX1    | Stefan Everts    | Mickaël Pichon   | Stefan Everts    |
| 13    | 8 d'agost      | Gran Premi de Valònia            | Namur               | MX2    | Alessio Chiodi   | Ben Townley      | Antonio Cairoli  |
| 14    | 29 d'agost     | Gran Premi d'Europa              | Gaildorf            | MX1    | Stefan Everts    | Mickaël Pichon   | Mickaël Pichon   |
| 14    | 29 d'agost     | Gran Premi d'Europa              | Gaildorf            | MX2    | Mickaël Maschio  | Ben Townley      | Mickaël Maschio  |
| 15    | 11 de setembre | Gran Premi d'Irlanda             | Ballykelly          | MX1    | Mickaël Pichon   | Stefan Everts    | Stefan Everts    |
| 15    | 11 de setembre | Gran Premi d'Irlanda             | Ballykelly          | MX2    | Ben Townley      | Ben Townley      | Ben Townley      |
| 16    | 26 de setembre | Gran Premi de Sud-àfrica         | Sun City            | MX1    | Mickaël Pichon   | Joshua Coppins   | Mickaël Pichon   |
| 16    | 26 de setembre | Gran Premi de Sud-àfrica         | Sun City            | MX2    | Ben Townley      | Ben Townley      | Ben Townley      |

### MX3
| Ronda | Data           | Gran Premi             | Lloc          | 1a mànega       | 2a mànega       | Guanyador      |
| ----- | -------------- | ---------------------- | ------------- | --------------- | --------------- | -------------- |
| 1     | 18 d'abril     | Gran Premi d'Itàlia    | Asti          | Christian Beggi | Daniele Bricca  | Daniele Bricca |
| 2     | 13 de juny     | Gran Premi d'Eslovènia | Orehova vas   | Yves Demaria    | Christian Beggi | Yves Demaria   |
| 3     | 20 de juny     | Gran Premi de França   | Ernée         | Thierry Bethys  | Yves Demaria    | Thierry Bethys |
| 4     | 15 d'agost     | Gran Premi de Rumania  | Prahova       | Kornel Nemeth   | Yves Demaria    | Yves Demaria   |
| 5     | 5 de setembre  | Gran Premi d'Àustria   | Schwanenstadt | Yves Demaria    | Yves Demaria    | Yves Demaria   |
| 6     | 12 de setembre | Gran Premi de Bulgària | Sevlievo      | Daniele Bricca  | Yves Demaria    | Yves Demaria   |

## MX1

### Classificació final
| Posició | Pilot            | Motocicleta | Punts |
| ------- | ---------------- | ----------- | ----- |
| 1       | Stefan Everts    | Yamaha      | 688   |
| 2       | Mickaël Pichon   | Honda       | 620   |
| 3       | Joshua Coppins   | Honda       | 564   |
| 4       | Steve Ramon      | KTM         | 475   |
| 5       | Kevin Strijbos   | Suzuki      | 457   |
| 6       | Tanel Leok       | Suzuki      | 356   |
| 7       | Cédric Melotte   | Yamaha      | 345   |
| 8       | Brian Jorgensen  | Honda       | 294   |
| 9       | Ken De Dijcker   | Honda       | 259   |
| 10      | Yoshitaka Atsuta | Honda       | 224   |

## MX2

### Classificació final
| Posició | Pilot            | Motocicleta | Punts |
| ------- | ---------------- | ----------- | ----- |
| 1       | Ben Townley      | KTM         | 622   |
| 2       | Tyla Rattray     | KTM         | 506   |
| 3       | Antonio Cairoli  | Yamaha      | 447   |
| 4       | Stephen Sword    | Kawasaki    | 397   |
| 5       | Alessio Chiodi   | Yamaha      | 385   |
| 6       | Mickaël Maschio  | Kawasaki    | 343   |
| 7       | Andrew McFarlane | Yamaha      | 329   |
| 8       | Carl Nunn        | Honda       | 298   |
| 9       | Patrick Caps     | Yamaha      | 295   |
| 10      | Aigar Leok       | KTM         | 285   |

## MX3

### Classificació final
| Posició | Pilot            | Motocicleta | Punts |
| ------- | ---------------- | ----------- | ----- |
| 1       | Yves Demaria     | KTM         | 256   |
| 2       | Christian Beggi  | Honda       | 235   |
| 3       | Daniele Bricca   | Honda       | 207   |
| 4       | Sven Breugelmans | KTM         | 166   |
| 5       | Christof Godrie  | Honda       | 140   |
| 6       | Martin Zerava    | KTM         | 132   |
| 7       | Saso Kragelj     | Yamaha      | 131   |
| 8       | Miroslav Kucirek | Honda       | 126   |
| 9       | Aigars Bobkovs   | KTM         | 104   |
| 10      | Jonny Lindhe     | Honda       | 103   |

## Resum: Podi final 2004
|           | MX1            | MX1    | MX2             | MX2    | MX3             | MX3   |
| Campió    | Stefan Everts  | Yamaha | Ben Townley     | KTM    | Yves Demaria    | KTM   |
| Subcampió | Mickaël Pichon | Honda  | Tyla Rattray    | KTM    | Christian Beggi | Honda |
| Tercer    | Joshua Coppins | Honda  | Antonio Cairoli | Yamaha | Daniele Bricca  | Honda |